# Бодра песен
„Бодра песен“ е детски хор от Шумен. Създаден е на 5 декември 1963 г.

## История
Хорът е основан при Общинския детски комплекс в Шумен. Основател и до 2011 г. главен художествен ръководител и диригент е проф. Венета Вичева. От 2011 г. художествен ръководител и диригент е Деница Узунова.Хормайстор е Йорданка Илиева. В него участват момичета и момчета от всички училища в Шумен. Хорът изнася концерти в Белгия, Германия, Гърция, Италия, Полша, Румъния, Русия, Словакия, Словения, Турция, Унгария, Франция, Чехия, Хърватия. Записани са четири дългосвирещи грамофонни плочи, както и студийни и документални записи в Радио Берлин, Радио Лайпциг, Брюксел, Будапеща, София, Хамбург и в националната телевизия на Полша.
„Бодра песен“ участва в тържествени концерти в Шумен самостоятелно и съвместно със смесен хор „Родни звуци“, Шуменската филхармония и солисти. Домакин е на Международните детско-юношески хорови празници „Добри Войников“ в Шумен.

## Награди
- 1970 г. – първа награда на ІV Международен хоров конкурс „Бела Барток“, Дебрецен, Унгария
- 1976 г. – първа награда на ХХІV Международен полифоничен хоров конкурс „Гвидо д’Арецо“, Арецо, Италия
- 1983 г. – първа награда на ХVІ Международен хоров конкурс „Проф. Георги Димитров“, Варна
- 1984 г. – най-високата от първите награди в екстрена категория – „Summa cum laude“ на ХХХІІ Международен хоров конкурс в Нерпелт, Белгия
- 2009 г. – първа награда „Cum Laude“ на І Международен хоров конкурс – Анталия, Турция
- 2010 г. – първа награда за диригентско майсторство на проф. Венета Вичева на ХІ Московски международен детско-юношески хоров фестивал „Звучит Москва“
- 2013 г. – Награда за най-добро изпълнение на българска песен на VІІІ Международен фестивал на женските и девически хорове „Проф. Лилия Гюлева“, Търговище
- [1]2024г.- първа награда в конкурса Victoria Adriatic Риека, Хърватска

## Отличия
- Орден „Св. св. Кирил и Методий“ – І степен
- Медал „За заслуги към Българската народна армия“
- „Голямата награда на Комитета за култура“ за изключителни художествени постижения в хорово-изпълнителското изкуство
- От 2004 г. е член на Международния хоров съюз
- 2004 г. – избран е сред 1750 състава и е удостоен от Европейската хорова федерация към Европейския съюз със званието „Посланик на Европейската култура“
- 2015 г. – Българската академия на науките и изкуствата приема хор „Бодра песен“ за свой колективен член и го удостоява със званието „Академичен“[1]